# Monument de Saint Pierre et Sainte Fevronia de Mourom
Le monument de Saint Pierre et Sainte Fevronia de Mourom est une sculpture en bronze qui se situe dans le centre-ville de Bataïsk dans l'oblast de Rostov en Russie. Sur le territoire de la Russie il y a plus de dix monuments établis pour les saints Pierre et Fevronia.

## Histoire
L'ouverture du monument du knèze Pierre et à la knèzenne Fevronia a eu lieu le 3 novembre 2011 à Bataïsk. La sculpture représente le knèze Pierre - le deuxième fils du prince Iouri Vladimirovitch de Mourom, et son épouse Fevronia, qui selon la légende, a surmonté un chemin difficile sur la route qui va le mener à une vie conjugale heureuse.
Aujourd'hui, ils sont vénérés comme des saints. Le monument a été installé avec la bénédiction de Mercuriy, le métropolite de Rostov et Novotcherkassk, et avec le soutien de Vassili Goloubev, le gouverneur de l'oblast de Rostov.
Le monument est en bronze. Il est situé à l'entrée du centre culturel et de loisirs de la ville. Le sculpteur Sergueï Issakov, l'auteur du monument, y a travaillé pendant environ 6 ans. Le poids de la sculpture est de 2 tonnes, et la hauteur avec le piédestal est d'environ 4 mètres. Knèze Pierre et à la knèzenne Fevronia tiennent une colombe, libérée dans le ciel. Au sommet des jeunes mariés, il y a un ange, qui, selon l'intention de l'auteur, garantira la sécurité de leur mariage.